# Magnolia omeiensis
Espèce
Synonymes
- Parakmeria omeiensis W.C.Cheng

Statut de conservation UICN

 CR C2a(i) : 
En danger critique
Magnolia omeiensis est une espèce de plantes à fleurs de la famille des Magnoliacées. C'est un arbre endémique de Chine. Il est menacé par la destruction de son habitat.

## Description
C'est un arbre.

## Répartition et habitat
Cette espèce est endémique de Chine où elle est présente dans les provinces du Guizhou et du Sichuan.